# Slatina (miasto w Rumunii)
Slatina – miasto w Rumunii, stolica okręgu Aluta, nad rzeką Alutą. Jest zamieszkane przez 79 171 osób (2002).

## Historia
Pierwsza wzmianka o Slatinie pochodzi z 20 stycznia 1386 roku. Nazwa miasta może pochodzić z języka słowiańskiego i oznaczać Slam-tinę, czyli słony ląd, lecz także prawdopodobne jest pochodzenie nazwy z łacińskiej Salatiny.

## Przemysł
W Slatinie mieści się jedna z największych przetwórnia aluminium w Europie Środkowej (fabryka ALRO).

## Znani ludzie
W tym mieście urodzili się m.in. dramaturg Eugène Ionesco oraz poeta Ion Minulescu, a także tenisistka Monica Niculescu.